# Peperomia flabilis
Peperomia flabilis är en pepparväxtart som beskrevs av William Trelease. Peperomia flabilis ingår i släktet peperomior, och familjen pepparväxter. Inga underarter finns listade i Catalogue of Life.